# Ducati 851

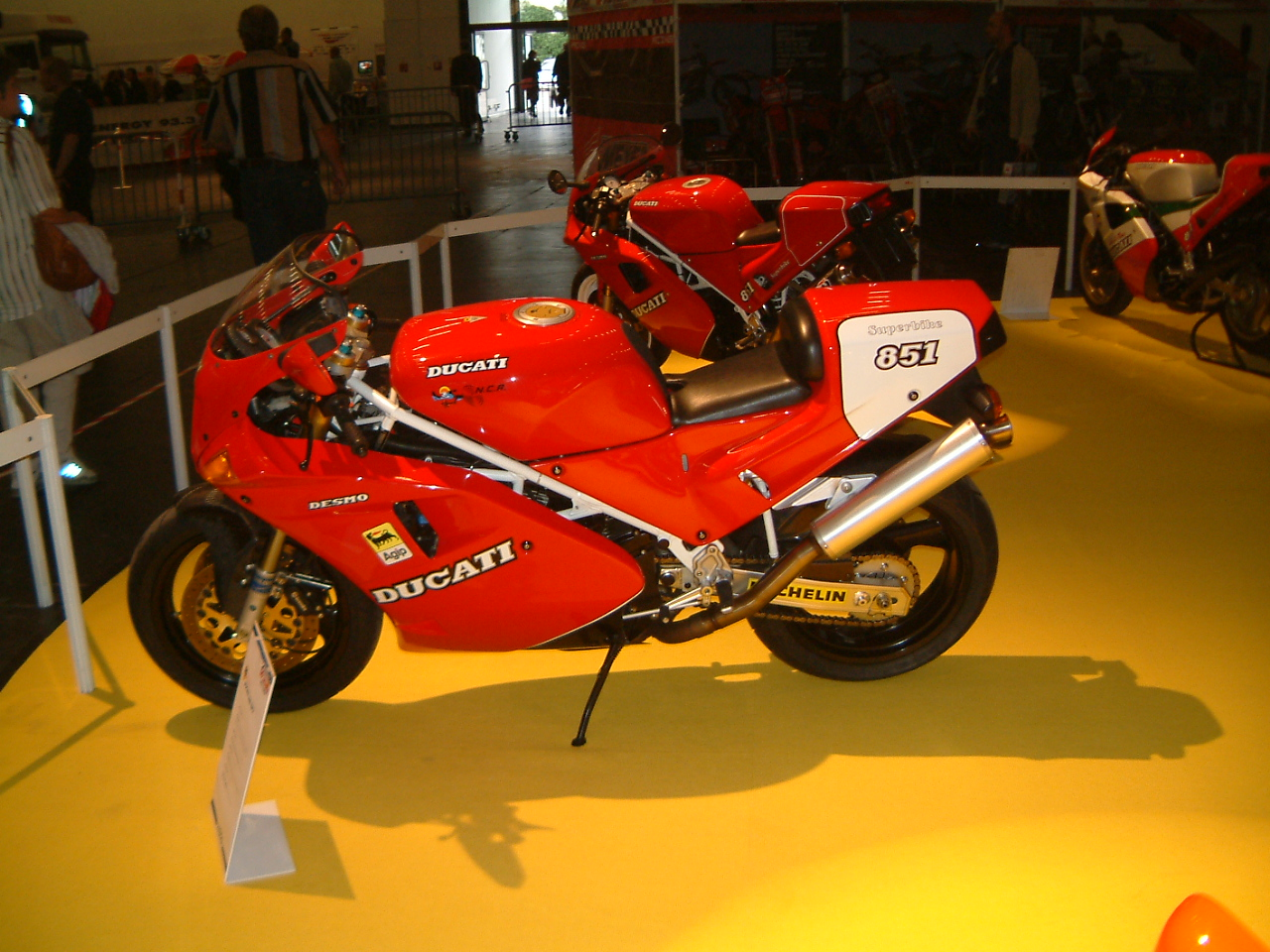
Ducati 851, frühes Modell

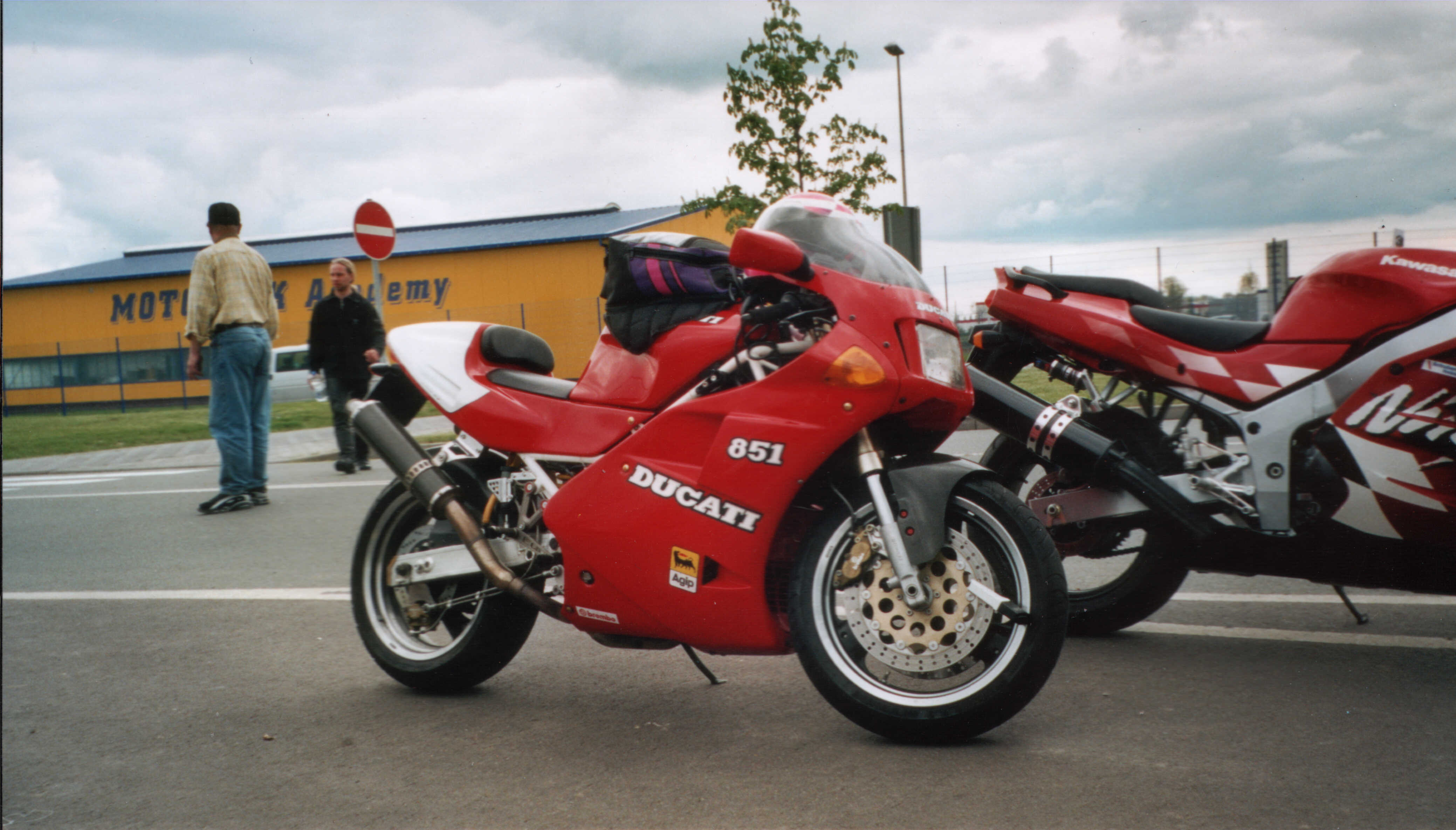
Ducati 851, spätes Modell

Die Ducati 851 ist ein Motorradmodell des italienischen Motorradherstellers Ducati.
Die 851 war die erste Ducati mit Wasserkühlung, zwei Nockenwellen pro Zylinderkopf, vier Ventilen pro Zylinder und Saugrohreinspritzung. Sie war das erste Motorrad, das im Rennsport mit einer Saugrohreinspritzung erfolgreich war. Die Modellreihe dominierte Anfang der 1990er Jahre die Superbike-Rennserien.
Der neu konstruierte Desmoquattro-Motor war unverkennbar ein Ducati-V2-Motor: ein in Fahrtrichtung liegender vorderer und ein stehender hinterer Zylinder im Winkel von 90° („L-Twin“), Ventilsteuerung mit Desmodromik und Zahnriemenantrieb der Nockenwellen.
Die 851 war mit einem neu gestalteten, unten offenen Stahlrohr-Gitterrahmen ausgestattet, der den Motor als tragendes Teil integrierte. Im Rahmen, dessen Hauptrahmen bis 2002 in der Ducati Monster verwendet wurde, war außerdem ein Umlenkhebel zur progressiven Federung des Hinterrads gelagert.
Die 851 wurde in mehreren Versionen (S/SP/Strada/Solo/Due) gebaut. Bereits 1991 liefen in begrenzter Stückzahl SP-Versionen mit 888 cm³ zur Homologation für die Superbike-Weltmeisterschaft vom Band. Ab 1993 wurden nur noch Motoren mit 888 cm³ verbaut und das Motorrad dementsprechend in Ducati 888 umbenannt. Frühe 851 hatten nach vorne hin tief heruntergezogene Sitzbank-Seitenteile, spätere Modelle und die 888 waagerecht verlaufende Seitenteile.
Die Ducati 888 wurde 1994 durch die Ducati 916 abgelöst.

## Technische Daten
|                       | 851 S                        | 851 S                        | 851 Strada                   | 851 Strada                   | 888 Strada                   | 851 SP                        | 851 SP2                       | 851 SP3                       | 888 SP4                       | 888 SP5                       |
| --------------------- | ---------------------------- | ---------------------------- | ---------------------------- | ---------------------------- | ---------------------------- | ----------------------------- | ----------------------------- | ----------------------------- | ----------------------------- | ----------------------------- |
| Baujahr               | 1988                         | 1989                         | 1991                         | 1992                         | 1993                         | 1989                          | 1990                          | 1991                          | 1992                          | 1993                          |
| Motorbauart           | Viertaktmotor                | Viertaktmotor                | Viertaktmotor                | Viertaktmotor                | Viertaktmotor                | Viertaktmotor                 | Viertaktmotor                 | Viertaktmotor                 | Viertaktmotor                 | Viertaktmotor                 |
| Hubraum               | 851 cm³                      | 851 cm³                      | 851 cm³                      | 851 cm³                      | 888 cm³                      | 851/888 cm³                   | 888 cm³                       | 888 cm³                       | 888 cm³                       | 888 cm³                       |
| Zylinderbohrung       | 92 mm                        | 92 mm                        | 92 mm                        | 92 mm                        | 94 mm                        | 92/94 mm                      | 94 mm                         | 94 mm                         | 94 mm                         | 94 mm                         |
| Kolbenhub             | 64 mm                        | 64 mm                        | 64 mm                        | 64 mm                        | 64 mm                        | 64 mm                         | 64 mm                         | 64 mm                         | 64 mm                         | 64 mm                         |
| Verdichtung           | 10,4:1                       | 11:1                         | 10,5:1                       | 10,5:1                       | 11:1                         | 11,5:1                        | 11:1                          | 11:1                          | 11:1                          | 11:1                          |
| Leistung              | 75 kW (102 PS) bei 8250/min  | 77 kW (105 PS) bei 9000/min  | 67 kW (91 PS) bei 9000/min   | 71 kW (95 PS) bei 9000/min   | 72 kW (98 PS) bei 8200/min   | 91 kW (122 PS) bei 10.000/min | 80 kW (109 PS) bei 10.000/min | 82 kW (111 PS) bei 10.500/min | 82 kW (111 PS) bei 10.500/min | 87 kW (118 PS) bei 10.500/min |
| Drehmoment            | 87 Nm bei 8000/min           | 87 Nm bei 8500/min           | 79 Nm bei 7000/min           | 79 Nm bei 7000/min           | 80 Nm bei 6800/min           | 79 Nm bei 8200/min            | 79 Nm bei 8200/min            | 93 Nm bei 8200/min            | 93 Nm bei 8000/min            | 93 Nm bei 8000/min            |
| Kupplung              | hydraulische Trockenkupplung | hydraulische Trockenkupplung | hydraulische Trockenkupplung | hydraulische Trockenkupplung | hydraulische Trockenkupplung | hydraulische Trockenkupplung  | hydraulische Trockenkupplung  | hydraulische Trockenkupplung  | hydraulische Trockenkupplung  | hydraulische Trockenkupplung  |
| Getriebe              | 6 Gänge                      | 6 Gänge                      | 6 Gänge                      | 6 Gänge                      | 6 Gänge                      | 6 Gänge                       | 6 Gänge                       | 6 Gänge                       | 6 Gänge                       | 6 Gänge                       |
| Leergewicht           | 216 kg                       | 222 kg                       | 216 kg                       | 216 kg                       | 219 kg                       | 209 kg                        | 217 kg                        | 210 kg                        | 210 kg                        | 210 kg                        |
| Höchstgeschwindigkeit | 224 km/h                     | 228 km/h                     | 220 km/h                     | 220 km/h                     | 233 km/h                     | 245 km/h                      | 225 km/h                      | 222 km/h                      | 239 km/h                      | 245 km/h                      |

Die 851 SP wurde mit zusätzlichen Kolben und Zylindern als 888-cm³-Kit ausgeliefert.

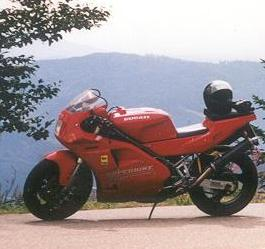
Ducati 888